# Willis Gertsch
Willis John Gertsch (Montpelier, 4 ottobre 1906 – 12 dicembre 1998) è stato un aracnologo statunitense.

## Biografia
Laureato in entomologia, si interessò sin dall'inizio di aracnologia, classificando una grande quantità di specie (varie centinaia), in modo particolare vari Sicariidae e Leptonetidae.
Viene ritenuto l'aracnologo americano più importante della prima metà del XX secolo
Per molti anni curatore della sezione aracnidi dell'American Museum of Natural History, per poi ritirarsi negli ultimi anni in Arizona, sui Monti Chiricahua.

## Denominati in suo onore
- Psilochorus gertschi Schenkel, 1950, ragno (Pholcidae)
- Cicurina gertschi Exline, 1936, ragno (Dictynidae)
- Castianeira gertschi Kaston, 1945, ragno (Corinnidae)
- Appaleptoneta gertschi (Barrows, 1940), ragno (Leptonetidae)
- Nesticus gertschi Coyle & McGarity, 1992, ragno (Nesticidae)
- Mecaphesa gertschi (Kraus, 1955), ragno (Thomisidae)
- Clubiona gertschi Edwards, 1958, ragno (Clubionidae)
- Calilena gertschi Chamberlin & Ivie, 1941, ragno (Agelenidae)

## Studi e ricerche
- 1933: New genera and species of North American spiders. American Museum Novitates 636: 1-28. PDF Archiviato il 14 giugno 2007 in Internet Archive.
- 1933: Diagnoses of new American spiders. American Museum Novitates 637: 1-14. PDF Archiviato il 13 giugno 2007 in Internet Archive.
- 1934: Notes on American Lycosidae. American Museum Novitates 693: 1-25. http://digitallibrary.amnh.org/dspace/bitstream/2246/3935/1/N0693.pdf[collegamento interrotto]
- 1934: Further notes on American spiders. American Museum Novitates 726: 1-26. PDF Archiviato l'11 giugno 2007 in Internet Archive.
- 1935: Spiders from the southwestern USA, with descriptions of new species. American Museum Novitates 792: 1-31. PDF Archiviato il 12 giugno 2007 in Internet Archive.
- 1935: Gertsch, Willis J., e H. K. Wallace. Further notes on American Lycosidae. American Museum Novitates 794: 1-22. PDF Archiviato l'11 giugno 2007 in Internet Archive.
- 1936: Gertsch, Willis J., e Stanley Mulaik. Diagnoses of new Southern spiders. American Museum Novitates 851: 1-21. PDF Archiviato il 12 giugno 2007 in Internet Archive.
- 1936: Gertsch, Willis J., e Wilton Ivie. Descriptions of new American spiders. American Museum Novitates 858: 1-25. PDF Archiviato il 12 giugno 2007 in Internet Archive.
- 1939: Gertsch, Willis J., e William Jellison. Notes on a collection of spiders from Montana. American Museum Novitates 1032: 1-13. http://digitallibrary.amnh.org/dspace/bitstream/2246/4824/1/N1032.pdf[collegamento interrotto]
- 1939: A revision of the typical crab-spiders (Misumeninae) of America north of Mexico. Bulletin of the American Museum of Natural History 76(7): 277-442. PDF Archiviato il 20 luglio 2007 in Internet Archive.
- 1939: Report on a collection of Arachnida from the Chisos Mountains. Contrib. Baylor Univ. Mus., Waco, Texas 24: 17-26.
- 1941: New American spiders of the family Clubionidae. I. American Museum Novitates 1147: 1-20. PDF Archiviato il 13 giugno 2007 in Internet Archive.
- 1949: American Spiders (rivista di aracnologia)
- 1955: The spider genus Neon in North America. American Museum Novitates 1743: 1-17. PDF Archiviato il 14 giugno 2007 in Internet Archive.
- 1958: The spider family Plectreuridae. American Museum Novitates 1920: 1-53. http://digitallibrary.amnh.org/dspace/bitstream/2246/4532/1/N1920.pdf[collegamento interrotto]
- 1958: Results of the Puritan - American Museum Expedition to Western Mexico. 4. The scorpions. American Museum Novitates 1903: 1-20. PDF Archiviato il 22 giugno 2007 in Internet Archive.
- 1960: Descriptions of American spiders of the family Symphytognathidae. American Museum Novitates 1981: 1-40. PDF Archiviato il 22 giugno 2007 in Internet Archive.
- 1960: The fulva group of the spider genus Steatoda (Araneae, Theridiidae). American Museum Novitates 1982: 1-48. PDF Archiviato il 22 giugno 2007 in Internet Archive.
- 1961: The spider genus Lutica. Senckenbergiana Biologia 42(4): 365-374.
- 1964: The spider genus Zygiella in North America (Araneae, Argiopidae). American Museum Novitates 2188: 1-21. PDF Archiviato il 14 giugno 2007 in Internet Archive.
- 1965: Gertsch, Willis J., e Allred, D. M., "Scorpions of the Nevada Test Site". Brigham Young Univ. Sci. Bull. 6(4): 1-16.
- 1966: Gertsch, Willis J., e Soleglad, M.," The scorpions of the Vejovis boreus group (subgenus Paruroctonus) in North America (Scorpionida, Vejovidae)". American Museum Novitates 2278: 1-54. PDF Archiviato il 14 luglio 2007 in Internet Archive.
- 1971: Scorpion. pp 426-427. In Encyclopedia Americana, vol.24, 824pp
- 1972: Gertsch, Willis J., e Soleglad, M., " Studies of North American scorpions of the genera Uroctonus and Vejovis ( Scorpionida, Vejovidae)". Bull. Am. Mus. Nat. Hist. 148(4): 551-607. http://digitallibrary.amnh.org/dspace/bitstream/2246/1197/1/B148a04.pdf[collegamento interrotto]
- 1973: A report on cave spiders from Mexico and Central America. In Robert W. Mitchell e James R. Reddell, Studies on the cavernicole fauna of Mexico and adjacent regions. Association for Mexican Cave Studies Bulletin 5: 141-163.
- 1974: Scorpionida. In Encyclopedia Britannica, 15ª ed., vol. 16: 401-403.
- 1976: Gertsch, Willis J., e Susan Riechert. The spatial and temporal partitioning of a desert spider community, with descriptions of new species. American Museum Novitates 2604: 1-25. PDF Archiviato il 13 giugno 2007 in Internet Archive.
- 1979: Gertsch, Willis J., e Norman Platnick. A revision of the spider family Mecicobothriidae (Araneae, Mygalomorphae). American Museum Novitates 2687: 1-32. PDF Archiviato il 13 giugno 2007 in Internet Archive.
- 1979: American Spiders. 2ª ed. Van Nostrand Reinhold Co., New York, 274 p.
- 1982: The spider genera Pholcophora and Anopsicus (Araneae, Pholcidae) in North America, Central America, and the West Indies. In James R. Reddell, ed., Further studies on the cavernicole fauna of Mexico and adjacent regions, pp. 95-144. Association for Mexican Cave Studies Bulletin 8 (anche Bulletin Texas Memorial Museum 28).
- 1984: The spider family Nesticidae (Araneae) in North America, Central America, and the West Indies. Bulletin Texas Memorial Museum 31: i-viii, 1-91.
- 1989: Gertsch, Willis J., e Polis, G. A., " Major Arachnid orders. Scorpions. Classification". New Encyclop. Brit., 13: 920.